# Odelay
Albums de Beck
One Foot in the Grave
(1994) Mutations
(1998)
Odelay est le cinquième album studio de Beck sorti en juin 1996.
S'engouffrant dans le succès de Mellow Gold (et du single Loser), il se placera à la 16e place des charts et sera son premier à se classer en Angleterre (#17), où il a depuis été certifié platine.
Fin 2007, alors que l'album s'est vendu à plus de 2,2 millions d'exemplaires aux États-Unis, une réédition (prévue pour le 29 janvier suivant) dispense une pochette revisitée, ainsi que 16 inédits (b-sides et remixs) dont une reprise de Skip James.

## Élaboration
L'aspect éclectique de l'œuvre de Beck se retrouve dans cet opus, dont l'usage massif de samples et de boites à rythmes rompt avec le rock alternatif de "Mellow Gold". Ce changement de cap est corrélé à la nouvelle collaboration avec The Dust Brothers, duo de musique électronique qui apportera la touche hip-hop à la réalisation de "Odelay". 

Parallèlement, l'existence du musicien est chamboulée par la mort de son grand-père, Al Hansen, le 21 juin 1995, ce qui affectera sa composition, notamment lors des premières sessions d'enregistrements débutées en compagnie de producteurs de Bong Load (plus tard écartés au profit des Dust Brothers). Il en ressortira une poignée de ballades (dont Brother, Feather in your Cap et Ramshackle, seule cette dernière étant incluse dans l'album).

### Pochette
Alors que Beck n'avait toujours pas trouvé d'image convenable pour la finalisation de l'album, sa compagne lui proposa celle d'un chien Komondor, race rare aux poils naturellement "tressés".
Le titre est sujet à deux interprétations différentes, l'une renvoyant à l'argot mexicain "Órale" (mate ça !), dont la retranscription phonétique est répétée plusieurs fois dans l'outro de Lord Only Knows, l'autre tenant dans la simple expression "Oh, Delay", alors que les enregistrements s'éternisaient, fait rapporté par le musicien et proche de Beck Stephen Malkmus.

## Liste des titres
Composés par Beck et The Dust Brothers, sauf mention
| No  | Titre                                                                                       | Durée |
| --- | ------------------------------------------------------------------------------------------- | ----- |
| 1.  | Devils Haircut                                                                              | 3:13  |
| 2.  | Hotwax                                                                                      | 3:49  |
| 3.  | Lord Only Knows (composée par Beck)                                                         | 4:14  |
| 4.  | The New Pollution                                                                           | 3:40  |
| 5.  | Derelict                                                                                    | 4:13  |
| 6.  | Novacane                                                                                    | 4:38  |
| 7.  | Jack-Ass                                                                                    | 4:01  |
| 8.  | Where It's At                                                                               | 5:30  |
| 9.  | Minus (composée par Beck)                                                                   | 2:31  |
| 10. | Sissyneck                                                                                   | 3:53  |
| 11. | Readymade                                                                                   | 2:37  |
| 12. | High 5 (Rock the Catskills)                                                                 | 4:10  |
| 13. | Ramshackle (composée par Beck, contient une piste bonus nommée Computer Rock)               | 7:30  |
| 14. | Diskobox (piste bonus (en duo avec Jon Spencer) remplacée par Clock sur certaines versions) | 3:13  |

Le clip de Devil's Haircut fut réalisé par Mark Romanek ; Beck réalisa celui de The New Pollution.